# Detektor reakcyjny

Schemat ideowy lampowego detektora reakcyjnego

Detektor reakcyjny – układ lampowy lub tranzystorowy demodulujący i wzmacniający sygnał zmodulowany amplitudowo, wykorzystujący dodatnie sprzężenie zwrotne w układzie.
Jest to układ detektora siatkowego, w którym detekcja następuje w obszarze siatka – katoda lampy, które tworzą  diodę detekcyjną. Sygnał w.cz. przechodzi przez kondensator C2 i po wyprostowaniu przez obwód siatka – katoda pojawia się na siatce lampy w postaci dwóch składowych – zdemodulowanej małej częstotliwości i pozostałości sygnału wysokiej częstotliwości. Lampa wzmacnia te sygnały i na jej anodzie występują z większą siłą, tu są rozdzielane – sygnał małej częstotliwości jest kierowany do wyjścia przez kondensator C3, a sygnał wielkiej częstotliwości z powrotem do wejścia przez kondensator zmienny C4, potem przepływa przez cewkę L3. Cewka L3 jest tak włączona, aby sygnał sprzężenia zwrotnego dodawał się do sygnału wejściowego zwiększając jego poziom.
Tą metodą zwiększa się czułość układu – nawet mały sygnał wejściowy w.cz. wytwarza na wyjściu wysoki poziom sygnału małej częstotliwości, właśnie dzięki dodatniemu sprzężeniu zwrotnemu. Siłę tego sprzężenia (reakcję) reguluje się kondensatorem C4, który wpływa na ilość prądu powracającego do wejścia, albo poprzez zmianę położenia cewki L3 – wtedy reguluje się siłę oddziaływania tej cewki. W sytuacji, gdy sprzężenie przekroczy pewną krytyczną wartość, układ zamienia się w generator i zaczyna wytwarzać drgania o częstotliwości obwodu rezonansowego L2 – C1. Najkorzystniejsze ustawienie siły sprzężenia zwrotnego jest tuż przed punktem powstawania oscylacji.
Zaletą tego układu jest jego bardzo duża czułość (praktycznie osiągane wartości wzmocnień osiągają kilkaset i więcej razy), dobra praca dla różnych zakresów częstotliwości, od fal długich aż do UKF-u, detekcja niemodulowanego sygnału telegraficznego A1 i prostota konstrukcji. Do wad należy możliwość generowania drgań (i promieniowania ich przez antenę odbiorczą jako zakłóceń) mała selektywność (układ zawiera tylko jeden obwód rezonansowy), do tego zależna od siły reakcji. Wadę tę wyeliminowano w detektorze superreakcyjnym.
Jego zalety sprawiły, że był w powszechnym zastosowaniu w radiotechnice od początku pojawienia się lamp elektronowych do końca lat 30. XX wieku, a np. w konstrukcjach amatorskich znacznie później. Detektory reakcyjne prawie zawsze pracowały na odbieranej częstotliwości w odbiornikach reakcyjnych, bywały poprzedzone czasami stopniem wzmacniacza w.cz. w celu zwiększenia czułości i selektywności, jednak czasami były też stosowane w superheterodynach. Przykładem polskiego odbiornika reakcyjnego jest Elektrit Superior z 1936 roku, a przedstawicielem rzadkiego rodzaju superheterodyn z detektorem reakcyjnym może być polski Telefunken T4 z 1939 roku. Amatorskie odbiorniki nasłuchowe ze względu na możliwość odbioru telegrafii i prostotę były budowane do przełomu lat 70–80 XX w.